# Captan

Captan

Captan és un fungicida que pertany a la classe de la ftalimida i al grup dels ditiocarbamats. Es pot fer servir sol o afegit a barreges. Es fa servir tant en agricultura com en jardineria. Proporciona un aspecte atractiu (lluent) a molts fruits. l'EPA (United States Environmental Protection Agency) l'havia tingut com a probable carcinogen però actualment es considera que és no probablement carcinogen en els nivells usats en agricultura

## Aplicació
Si s'aplica de forma preventiva aquest fungicida té una acció residual que va des dels 7 dies en les primeres etapes de creixement de brots i fruits fins de 10 o 12 dies en etapes més avançades del cicle de creixement. Té una acció demostrada contra la ronya de la pomera (Venturia inaequalis). Si s'aplica en les tres setmanes següents a la florida pot fer engroguir, tacar o fer caure les fulles en les varietat del grup Delicious (com la poma Golden Delicious). És incompatible amb l'aplicació d'olis fitosanitaris. És compatible amb la majoria d'insecticides i fungicides comuns, excepte amb aquells de reacció molt alacalina (Brou bordelès, Polisulfurs).
http://www.cheminova.com.ar/es/nuestros_productos/fungicidas/azzurro.htmCOMPATIBILIDAD%5BEnllaç+no+actiu%5D: